# Poder Judicial del Estado de Chiapas
El Poder Judicial del Estado de Chiapas, esta constitucionalmente encargado de la impartición de justicia e interpretación de las normas estatales.  
Conforme al artículo 72 de la Constitución del Estado de Chiapas, para el ejercicio de sus atribuciones, el Poder Judicial del Estado de Chiapas se deposita en:
- Un Tribunal Superior de Justicia;
- Un Consejo de la Judicatura, y;
- Un Tribunal Administrativo.

Las particularidades de su organización y desempeño están previstas por la Constitución Política del Estado de Chiapas, el Código de Organización del Poder Judicial del estado de Chiapas, así como la Ley Orgánica del Tribunal Administrativo del estado de Chiapas; de igual manera, cada uno de los órganos tiene su reglamentación interna.

## Historia

### SigloXIX
Después de casi tres siglos de dependencia colonial, Chiapas proclama su independencia de España y de la Capitanía general de Guatemala el 28 de agosto de 1821, y luego de ciertos vaivenes políticos, el 14 de septiembre de 1824 declara solemnemente su unión a México.
Por tal motivo, la Junta Suprema Provisional que Gobernaba a la entonces provincia convocó a los Chiapanecos para que integraran un congreso constituyente que se hiciera cargo de redactar la Constitución Política del nuevo Estado Libre y Soberano de Chiapas, conforme la Constitución Federal.
De esta manera, el 5 de enero de 1825, se instaló el primer Congreso constituyente de Chiapas, mismo que expidió el 19 noviembre del mismo año, la Constitución Política del Estado. Con esta base se eligió a tres abogados para que fungieran como Magistrados del Tribunal Superior de Justicia del Estado y por decreto número uno el poder Judicial fue confiado, provisionalmente, a los Tribunales que lo ejercían en esa época.

### SigloXX
El 14 de septiembre de 1914, el Gobernador y Comandante Militar del Estado de Chiapas, Jesús Agustín Castro, asume los tres poderes del Estado; por tal motivo se disuelve el Congreso del Estado y del Tribunal de Justicia , este último se reinstaló en 1917. Mientras tanto, se había expedido la ley sobre Administración Provisional de Justicia, la que comenzó a regir el 5 de febrero de 1916.
El 28 de enero de 1921, la XXVIII legislatura del Congreso del Estado expidió, la Constitución Política del Estado, promulgada el 1° de febrero del mismo año, en ésta indicaba en el artículo 24, que el ejercicio del Poder Judicial se deposita en un Tribunal Superior de Justicia, Jueces de Primera Instancia, Jurados, Jueces y alcaldes. Y por primera vez, se divide al Estado en dieciséis Distritos Judiciales: Comitán, Chilón, Chiapa, Las casas, Cintalapa, La Libertad, Mariscal, Mezcalapa, Palenque, Pichucalco, San Andrés, Simojovel, Soconusco, Tonalá, Tuxtla y Villaflores.

### Actualidad
Actualmente, el ejercicio del Poder Judicial se deposita en el Tribunal Superior de Justicia del Estado; Juzgados de Primera Instancia; Juzgados de Paz y Conciliación que en los Municipios con población mayoritariamente indígena se denomina Juzgados de Paz y Conciliación Indígenas, y Juzgados Municipales.

## Tribunal Superior de Justicia
El Pleno del Tribunal Superior de Justicia, integrado por veintiocho magistrados, que cada año designará a uno de sus miembros como Presidente, pudiendo ser reelecto.
Los nombramientos de los Magistrados Regionales del Tribunal Superior de Justicia, serán aprobados por el Pleno del Congreso del Estado o la Comisión Permanente en su caso, a propuesta del Titular del Gobernador del Estado, por la mayoría de sus integrantes.

### Magistrado Presidente
La Presidenta o el Presidente del Tribunal Superior de Justicia será el Titular del Poder Judicial del Estado, durará en su encargo tres años y será designado por el Pleno de Distrito de entre los Magistrados Regionales, pudiendo ser reelecto por un periodo más.
La Presidenta o el Presidente del Tribunal Superior de Justicia, será también del Consejo de la Judicatura; no integrará Sala ni realizará funciones jurisdiccionales, y una vez concluido su encargo como Presidente o presidenta podrá reincorporarse a sus funciones jurisdiccionales por el tiempo que le falte para concluir su mandato constitucional.

## Consejo de la Judicatura
El Consejo de la Judicatura es un órgano del Poder Judicial con independencia técnica, encargado de la vigilancia, disciplina, administración y carrera judicial de los órganos del Poder Judicial, con las excepciones previstas en la Constitución del Estado.
El Consejo de la Judicatura estará integrado por el Presidente del Tribunal Superior de Justicia del Estado de Chiapas, que será también el Presidente del Consejo de la Judicatura, así como por cuatro miembros más designados de entre los Magistrados Regionales o Jueces que integren o hayan integrado el Poder Judicial del Estado, a propuesta, dos del Presidente del Tribunal Superior de Justicia del Estado de Chiapas y, dos del Titular del Gobernador del Estado, con la aprobación de la mayoría de los integrantes del Pleno del Congreso del Estado, o, en su caso, de la Comisión Permanente.

## Tribunal Administrativo del Estado de Chiapas
El Tribunal Administrativo del Estado de Chiapas tiene a su cargo dirimir las controversias que se susciten entre la administración pública estatal o municipal, y los particulares; así como lo relativo a la imposición de sanciones de los servidores públicos estatales y municipales, por responsabilidad administrativa grave y a los particulares que incurran en actos vinculados con faltas administrativas graves, además de fincar a los responsables el pago de indemnizaciones y sanciones pecuniarias que deriven de los daños y perjuicios que afecten a la Hacienda Pública Estatal o Municipal o al patrimonio de los entes públicos estatales o municipales.